# Mi-go

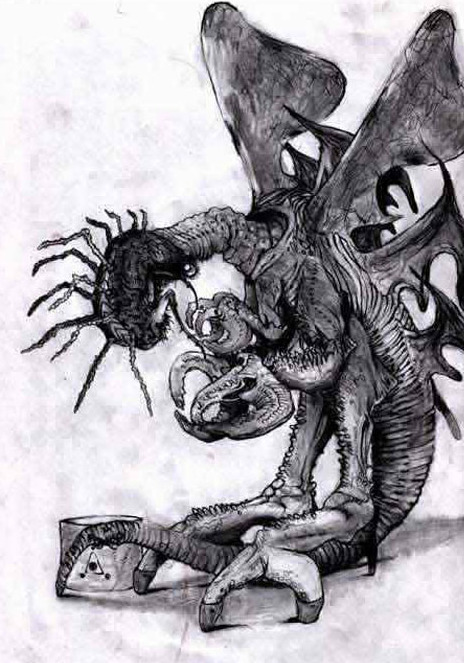
Mi-go

Los Mi-go son una especie extraterrestre ficticia de los Mitos de Cthulhu creada por el escritor H.P. Lovecraft. Aparecen como los antagonistas principales de su relato El que susurra en la oscuridad, única historia en que son protagonista aunque se les menciona en la novela En las montañas de la locura donde se dice que llegaron a la Tierra en el período Jurásico y empujaron a los Primordiales a sus refugios en el norte.

## Resumen
Los Mi-Go son descritos en El que susurra en la oscuridad como: 
"...seres rosados de unos cinco pies de largo, con cuerpos revestidos de un caparazón provisto de grandes aletas dorsales o alas membranosas y varios pares de patas articuladas, y con una especie de intrincada forma elipsoide, cubierta con infinidad de antenáculos, en el lugar en que normalmente se encontraría la cabeza." (...) "...una especie de grandes cangrejos de color rojizo, con muchos pares de patas y dos grandes alas como de murciélago en medio del lomo. Unas veces caminaban sobre todas sus patas y otras solamente sobre el par trasero, utilizando las restantes para transportar grandes objetos de naturaleza desconocida. 

—H.P. Lovecraft, El que susurra en la oscuridad
Un personaje de esta novela, el Dr. Willmarth, los describe así:
"quizá los seres orgánicos más maravillosos que existen en o allende el espacio y el tiempo; integrantes de una raza cósmica de la que el resto de- las formas con vida no son sino meras variantes degradadas. Son más vegetales que animales, si es que tales términos pueden aplicarse a la materia de que están formados, y tienen un aspecto un tanto fungiforme, aunque la presencia de una sustancia semejante a la clorofila y un sistema nutritivo muy peculiar les distingue de los auténticos hongos cormofíticos. En realidad, están formados de una materia totalmente ajena al sector del espacio en que habitamos, con electrones que cuentan con un número de vibraciones absolutamente distinto."

—H.P. Lovecraft, El que susurra en la oscuridad
En todo caso, en En las montañas de la locura, se les describe sencillamente como una mezcla de crustáceos y hongos.
Queda claro que los Mi-go están hechos de una materia que, incluso a nivel subatómico, no corresponde a este planeta. Tienen muchas patas de crustáceo, alas de murciélago y antenas donde deberían tener la cabeza. Debido a la poca luz de su planeta, no tienen ni necesitan ojos, pero tienen otros sentidos para la percepción. Sus ciudades son oscuras repletas de torres, templos y enormes puentes ciclópeos. Como no necesitan ver no tiene ventanas en sus edificios. 

## Historia
Los Mi-Go viajaron desde otra Galaxia hasta Plutón que ellos llaman Yuggoth hace muchos eones escapando de una guerra contra los Primigenios. En dicho mundo son capaces de construir el extraño metal Tok'l (que usan para los cilindros que transportan cerebros humanos). Invadieron la Tierra en el Jurásico y arrinconaron a los Antiguos en el norte. 
Los Mi-Go no tienen un código moral humano, y son capaces de realizar experimentos con seres humanos, incluyendo la extracción de cerebros que los contienen en extraños cilindros donde la mente permanece consciente. 
En otros ciclos de ficción fuera de Lovecraft también se les menciona, por ejemplo, en la novela De Marte a Providence donde los Mi-Go comercian con los marcianos de La guerra de los mundos.